# Simson 125
Simson 125 − seria motocykli o pojemności 125 cm³ produkowana przez niemiecką fabrykę Simson Zweirad GmbH. Motocykle wyposażono w silniki czterosuwowe. Modele sprzedawane w Niemczech były blokowane do 80 km/h.

## Simson Schikra 125
Simson Schikra 125 - podstawowa wersja szosowych motocykli. Pojazd wyposażono w silnik CB-125 produkowany na Tajwanie, o dwóch zaworach na cylinder i pięciobiegową skrzynią biegów. Silnik o mocy 10 kW przy 9500 obr./min i momencie obrotowym 11,3 Nm przy 7500 obr./min umożliwiał osiągnięcie prędkości 105 km/h w wersji odblokowanej. Średnie zużycie paliwa wynosi 3,8 l/100 km.

## Simson Schikra Sport 125
Simson Schikra Sport 125 - "usportowiona" wersja modelu Schikra, najważniejszym elementem odróżniającym go od zwykłego modelu było zastosowanie przedniej owiewki, pochodzącej z modelu 125 RS.

## Simson MS 125
Simson MS 125 został następcą modelu Schikra 125. Firma Simson w tym czasie zmieniła właściciela, w następstwie zmieniono nazwę zakładów na "SIMSON MOTORRAD GmbH & Co. KG" oraz zrezygnowano z nazewnictwa modeli gatunkami ptaków. Nowy model to ulepszona wersja Schikry, wyposażony w silnik o nieco większej mocy (10,5 kW przy 9500 obr./min) ze skrzynią biegów o 6 przełożeniach. Ponadto zmieniono niektóre podzespoły, np. układ wydechowy. Motocykl mógł rozwijać prędkość maksymalną 110 km/h w wersji odblokowanej. Simson MS 125 jest także bazą dla modelu sportowego 125 RS. 

## Simson 125 RS
Simson 125 RS - sportowa wersja modelu MS 125.

## Simson 125 GS
Simson 125 GS - motocykl typu enduro. Wyposażono go w silnik o mocy 8,5 kW przy 8500 obr./min i momencie obrotowym 11,4 Nm przy 8000 obr./min, uruchamiany rozrusznikiem elektrycznym.

## Simson 125 SM
Simson 125 SM - wersja Supermoto modelu 125 GS, wyposażony w koła o średnicy 17 cali z ogumieniem szosowym.